# Arbatax
Arbatax est un hameau portuaire de la ville de Tortolì dans la province de Nuoro, en Sardaigne, Italie. Il est aussi la troisième localité de la province par le nombre d'habitants, après Lanusei et Tortolì.

## Histoire
Son nom dérive d'un mot arabe qui signifie quatorze. Cela est dû aux nombreuses tours de contrôle situées sur la rive, et Arbatax se situe là où est la quatorzième tour, construite lors de l'occupation arabe.

## Géographie
Arbatax se trouve sur la côte tyrrhénienne, à cinq kilomètres à l'Est de Tortolì, au terminus d'un chemin de fer touristique, la ligne Cagliari-Mandas-Arbatax.

La plage Rocce Rosse est constituée de porphyre rouge antique, de granite et de filons de roche basique.

## Tourisme

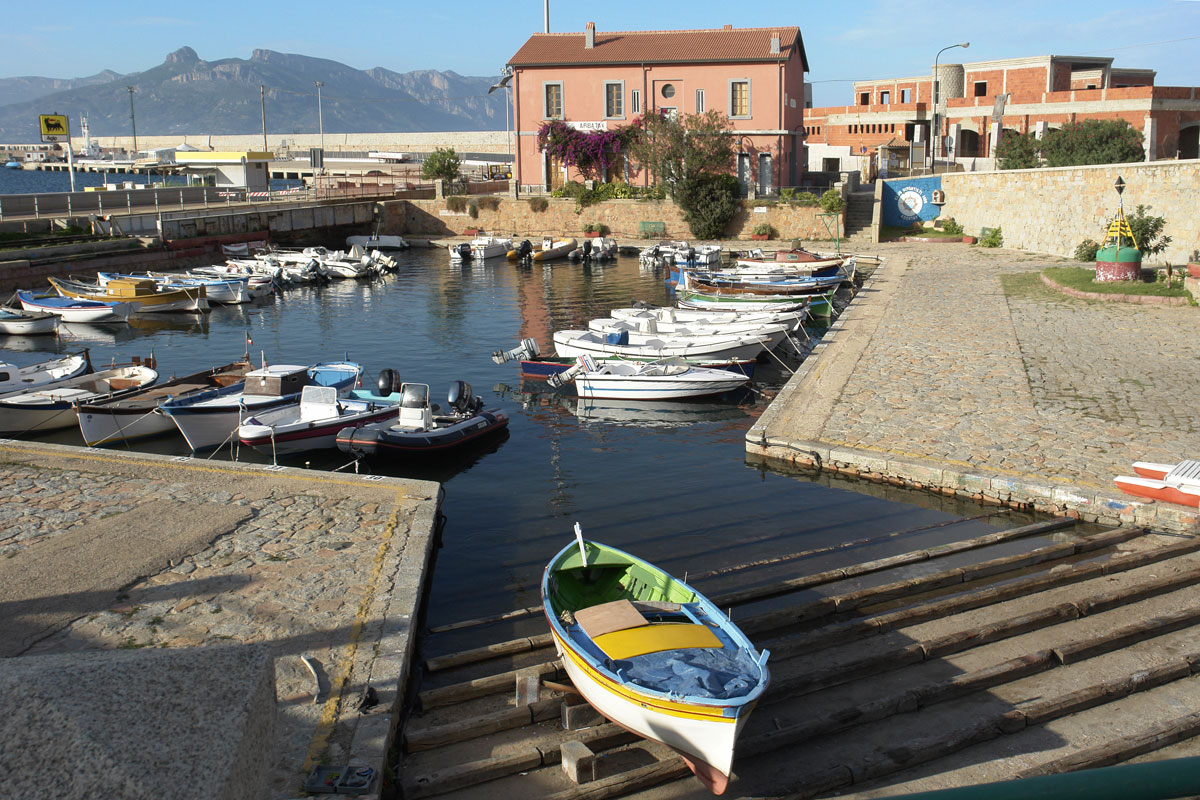
Port
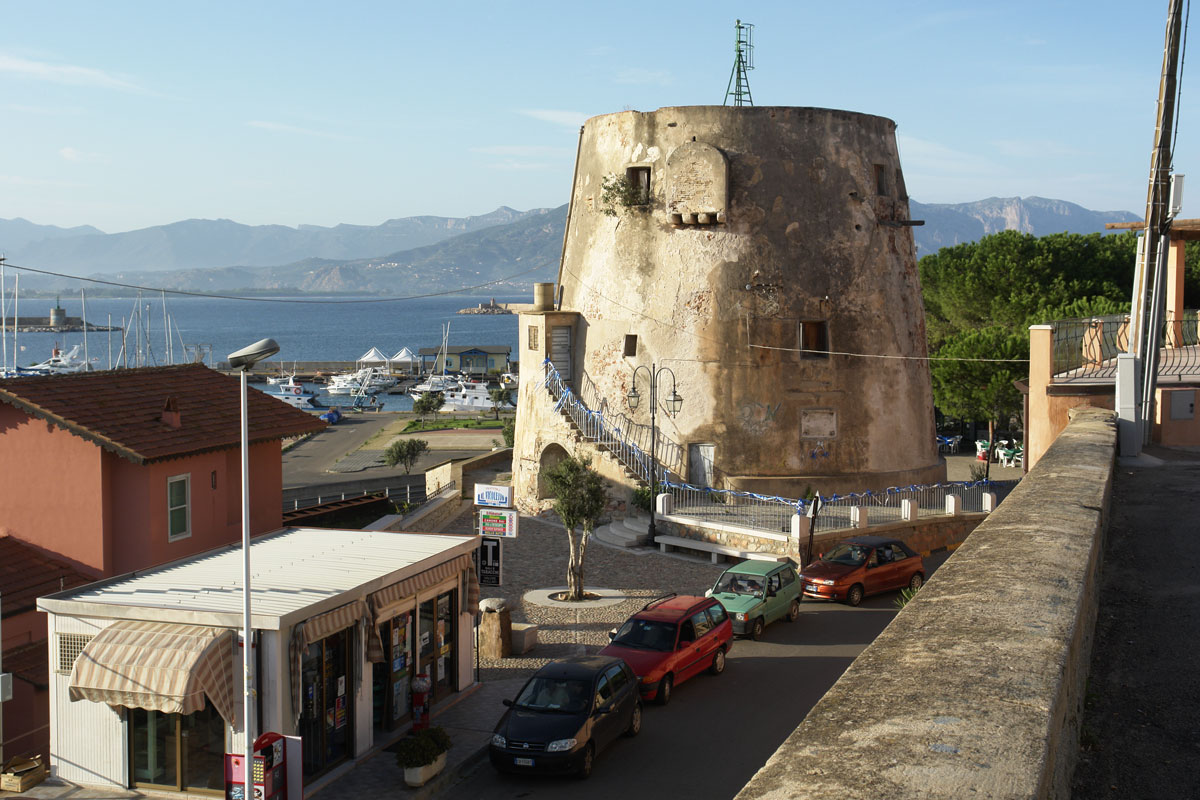
Torre Saracena
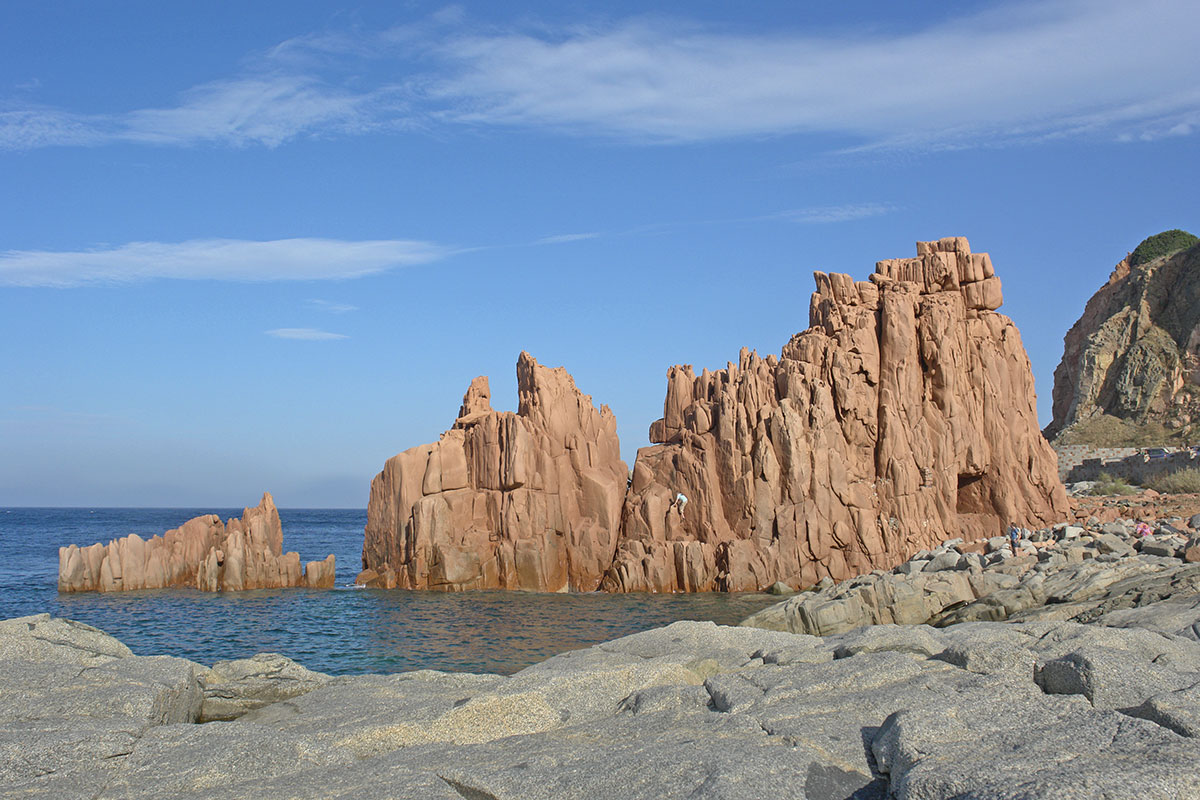
Plage Rocce Rosse